# Partito Progressista Democratico (Taiwan)
Il Partito Progressista Democratico (PPD) è un partito politico di Taiwan. È attualmente il partito di maggioranza, che controlla sia la presidenza sia lo Yuan Legislativo. Il PPD è anche il partito principale della coalizione pan-verde.
Fondato nel 1986, il PPD è uno dei due maggiori partiti di Taiwan, insieme al Kuomintang, storicamente dominante. Tradizionalmente è stato associato ad una forte difesa dei diritti umani e ad un'identità distinta di Taiwan. L'attuale leader del partito è Lai Ching-te, subentrato in seguito alle dimissioni dell'ex presidente in carica Tsai Ing-wen. Il PPD è membro di lunga data dell'Internazionale Liberale e membro fondatore del Consiglio dei liberali e dei democratici asiatici. Ha rappresentato Taiwan nelle Nazioni e Organizzazioni non rappresentate. Il PPD è più disposto ad aumentare le spese militari rispetto al Kuomintang.

## Storia
Le radici del PPD erano in opposizione alla regola autoritaria del Kuomintang di avere un solo partito. Il PPD fu fondato come il movimento "fuori dal KMT". Il partito fu fondato come partito alternativo il 28 settembre 1986 quando diciotto membri fondatori si sono incontrati al Grand Hotel Taipei. Un totale di 132 persone hanno aderito al partito quel giorno.

### 2000-2008: nel governo di minoranza
Il PPD ha vinto la presidenza con l'elezione di Chen Shui-bian nel marzo 2000, terminando più di mezzo secolo di predominio del KMT a Taiwan. Chen ha ammorbidito la posizione del partito sull'indipendenza per appellarsi a elettori moderati, per placare gli Stati Uniti e la Cina. Ha anche promesso di non cambiare i simboli di stato della Repubblica di Cina e dichiarare l'indipendenza formale finché la Repubblica Popolare cinese non ha attaccato Taiwan.
Il PPD è diventato il più grande partito nello Yuan Legislativo per la prima volta nel 2002 dopo le elezioni legislative del 2001.
Il PPD ha subito una sconfitta elettorale significativa nelle elezioni nazionali e regionali a livello nazionale nel dicembre 2005. La coalizione pan-azzurra ha ottenuto 16 dei 23 seggi della contea e della città sotto la guida del sindaco di Taipei e del presidente del partito del KMT Ma Ying-jeou.
Il premier Frank Hsieh, organizzatore elettorale PPD ed ex sindaco di Kaohsiung ha dato le dimissioni verbali per due volte dopo le elezioni, ma le sue dimissioni non sono state accettate dal presidente Chen fino al 17 gennaio 2006 dopo che il mandato della presidenza del PPD era terminata. L'ex presidente del PPD Su Tseng-chang è stato nominato per sostituire Hsieh come Primo Ministro. Hsieh e il suo governo si sono dimessi in massa il 24 gennaio per far posto a Su e al suo nuovo Consiglio dei Ministri.

### Identità separata
Il 30 settembre 2007, il Partito Democratico Progressista di Taiwan ha approvato una risoluzione che affermava un'identità separata dalla Cina e che chiedeva l'emanazione di una nuova costituzione per una "nazione normale".

### 2008-2016: in opposizione
Nelle elezioni nazionali tenutesi nei primi mesi del 2008 il PPD vinse meno del 25% dei seggi nel nuovo Yuan Legislativo mentre il suo candidato presidenziale, ex sindaco di Kaohsiung Frank Hsieh, ha perso contro il candidato del KMT Ma Ying-jeou con un ampio margine (41,55% vs 58,45%).

### 2016: nel governo di maggioranza
Il 16 gennaio 2016, a Taiwan si è tenuta un'elezione generale per la sua presidenza e per lo YL. Il PPD ha guadagnato il posto presidenziale, con l'elezione di Tsai Ing-wen, che ha ricevuto il 56,12% dei voti, mentre il suo avversario Eric Chu, del KMT, ha guadagnato il 31,2%. Inoltre, il PPD ha guadagnato la maggioranza nello Yuan Legislativo, vincendo 68 seggi nella legislatura a 113 seggi.

## Struttura
Il Congresso Nazionale del Partito sceglie, per due anni, i 30 membri del Comitato Esecutivo Centrale e gli 11 membri del Comitato Centrale di Revisione. Il Comitato Esecutivo Centrale, a sua volta, sceglie i 10 membri del Comitato Centrale Permanente. Il PPD dal 2012 dispone inoltre di un "Comitato per gli Affari della Cina" per affrontare le relazioni tra lo stretto.

### Fazioni interne
Per molti anni il Partito Progressista Democratico ha riconosciuto ufficialmente diverse fazioni all'interno, come la fazione New Tide, la fazione Formosa, la fazione della Justice Alliance e la fazione dell'Alleanza di Stato.

## Risultati elettorali
| Elezioni      | Voti      | Seggi    |
| ------------- | --------- | -------- |
| Generali 1986 |           | 12 / 100 |
| Generali 1989 |           | 21 / 130 |
| Generali 1992 | 2.944.195 | 51 / 161 |
| Generali 1995 | 3.132.156 | 54 / 164 |
| Generali 1998 | 2.966.834 | 70 / 225 |
| Generali 2001 | 3.447.740 | 87 / 225 |
| Generali 2004 | 3.471.429 | 89 / 225 |
| Generali 2008 | 3.775.352 | 27 / 113 |
| Generali 2012 | 5.763.186 | 40 / 113 |
| Generali 2016 | 5.416.683 | 68 / 113 |
| Generali 2020 | 6.383.783 | 61 / 113 |
| Generali 2024 | 4.981.060 | 51 / 113 |